# Barrage de Hindiya
Le barrage de Hindiya est situé sur l'Euphrate, au sud de la ville de Musayyib dans le Gouvernorat de Babil, Irak. Il a été conçu par l'ingénieur civil britannique William Willcocks en réponse à l'envasement de la branche Hillah de l'Euphrate. La construction du barrage, avec une longueur de plus de 250 mètres, a duré entre 1911 et 1913. Entre 1984 et 1989, un nouveau barrage a été construit plusieurs kilomètres en amont, en remplacement pour de celui-ci.

## Contexte et planification
Jusqu'en 1875, l'Euphrate se divise en deux voies, au sud de la ville de Musayyib; à l'ouest, la branche Hindiya et à l'est la branche Hillah. En raison des changements dans la gestion de l'eau globale du système Tigre-Euphrate de 1875, de graves inondations de l'Euphrate se produisent en aval de Falloujah. En raison de ces inondations, le débit dans le bas de la branche Hindiya augmente et la branche Hillah commence à s'envaser. En 1909, le déversement dans la branche Hillah est réduit à 300 mètres cubes par seconde, par rapport aux 2 000 mètres cubes par seconde 50 ans plus tôt. Parce que la ville de Hillah est située sur la branche Hillah de l'Euphrate et dépend de ses eaux pour l'agriculture, un barrage en remblai de gravats est construit dans la branche Hindiya afin d'élever le niveau de l'eau de l'Euphrate et augmenter la décharge dans le branche Hillah. Cependant, l'envasement de la Hillah a continué et le barrage a été progressivement balayé par l'augmentation continue du débit de l'Euphrate dans la branche Hindiya. En 1908, le gouvernement Ottoman invite les entrepreneurs à construire un nouveau barrage sur les plans révolutionnaire d'un ingénieur français, mais aucune entreprise n'accepte la soumission.
Après la révolution des Jeunes-Turcs et la restructuration du gouvernement ottoman, en 1908, l'ingénieur civil britannique William Willcocks, qui avait gagné en reconnaissance pour son travail sur l'ancien barrage d'Assouan en Égypte, est chargé de la cartographie du bas Irak et de la préparation à grande échelle de projets d'irrigation sur l'Euphrate et le Tigre. Willcocks suggère d'utiliser les dépressions de Habbaniyah et Abu Dibis, qu'il a repérées au cours de son enquête comme étant susceptibles de servir de réservoir pour l'excédent de la crue de l'Euphrate, ainsi que de reconstruire le barrage Hindiya de sorte que les terres autour de Hillah pourraient être utilisées pour l'agriculture irriguée. Seuls le barrage  Hindiya sera achevé avant le déclenchement de la Première Guerre mondiale.

## La construction
Le barrage  Hindiya est construit de 1911 à 1913, en amont de l'ancien barrage et à côté du lit original de la branche Hindiya. Un nouveau lit de la rivière à partir du barrage est creusé et inondé après l'achèvement du barrage, l'ancien lit de la rivière est fermé par un barrage. En outre, puisque le barrage est également situé en amont de l'embouchure de la branche Hillah, un nouveau canal en amont est excavé. Le travail est supervisé par Willcocks et réalisé par l'entrepreneur de génie civil britannique John Jackson. Le barrage a plus de 250 mètres de long et dispose de 36 ouvertures qui sont disposées tous les 5 mètres. Il comprend une écluse pour le passage des bateaux. Le barrage est rehaussé en 1927,. Après l'achèvement du barrage Hindiya, les vestiges de l'ancien barrage ottoman sont laissés en place, même s'ils empêchent les navires d'aller plus loin en amont, car on craint que le nouveau barrage ne puisse pas remplir sa fonction. En dehors de la fourniture de l'eau à la branche Hillah , le barrage Hindiyah fournit également deux autres canaux parallèles de part et d'autre de la branche Hindiya qui sont appelés Beni Hasan et Kifil.

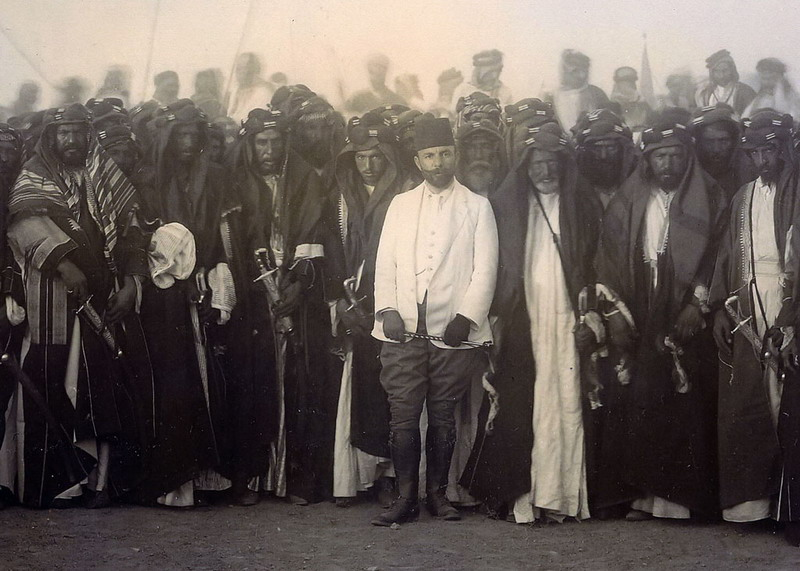
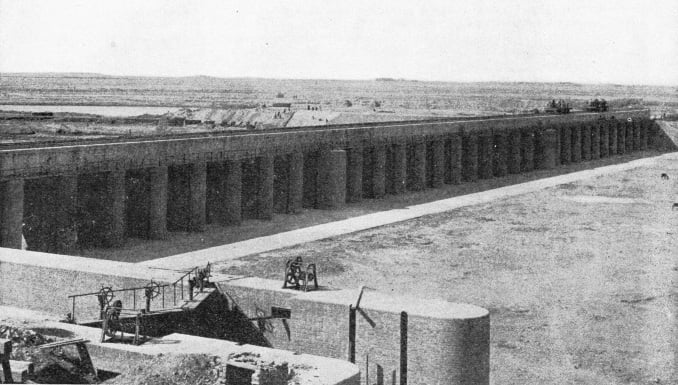
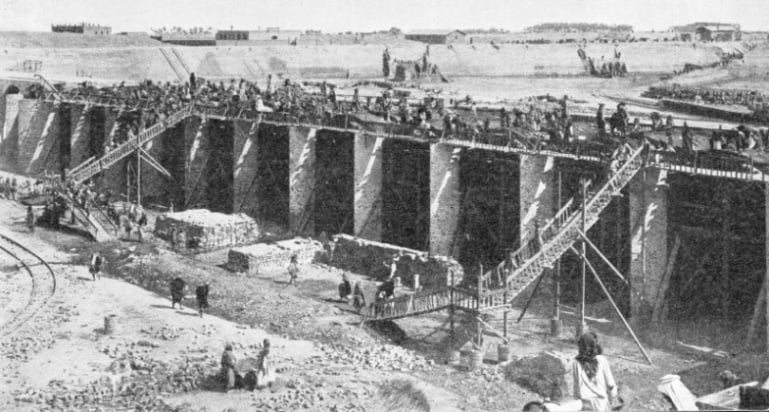
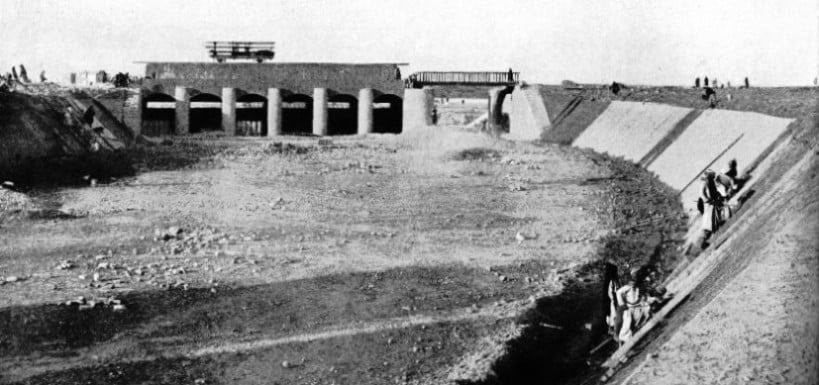

## Nouveau barrage
Entre 1984 et 1989, une compagnie chinoise construit un nouveau barrage plus proche de Musayyib, pour remplacer l'ancien barrage Hindiya pour un coût de 240 millions de dollars US. Ce nouveau projet inclut une centrale hydroélectrique, les écluses, une échelle à poissons et six nouveaux ponts sur l'Euphrate.